# 九品そういん
九品 そういん（くほう そういん）または星野 蒼一朗（ほしの そういちろう）は、日本の漫画家。男性。
星野蒼一朗は商業用の名義とのことだが、pixivやtwitterのアカウントや公式ページ、コミケなどでも九品そういんではなく星野蒼一朗名義で活動している。

## 概要
『コミックギア』（芳文社）で、漫画『プリンセスサマナー』でデビュー。

## 主な作品
- プリンセスサマナー（芳文社、コミックギア）
- 今日もたのしい（スクウェア・エニックス、月刊ガンガンJOKER）

### 星野蒼一朗名義
- 俺と妹と幼馴染と同級生と先輩と後輩が青春真っ只中（スクウェア・エニックス、増刊ヤングガンガンビッグ）
- 這いよれ!スーパーニャル子ちゃんタイム（フレックスコミックス、FlexComixブラッド連載）
- なんだかんだでたのしい（スクウェア・エニックス、月刊ビッグガンガン）
- 結愛のパン（集英社、少年ジャンプ+）
- あぁ我が青春よ！（集英社、少年ジャンプ＋）
- ハイスペックだよ! イオナちゃん（集英社、水曜日はまったりダッシュエックスコミック）
- 女騎士さんのしくじりメシ ～異世界女子日本ごはん探訪紀行～（集英社、水曜日はまったりダッシュエックスコミック）

## 履歴
- 2002年、九品僧院（くほうそういん）としてサークル「武器屋さん」の同人誌で漫画を描く。当時は『月姫』、『ラグナロクオンライン』などの二次創作を行っていた（名前の由来は「九品」はこみっくパーティの九品仏大志から。「そういん」は僧陰からであることを2010年、Twitter内で本人が公開した）。
- 2003年、サークル名を「ぶきやさん」と改名し同年に名義を「九品そういん」へ変更する。
- 2004年、サークル名を「たまごやき」へと改名。

二次創作の幅は広く他に『マリア様がみてる』、『ひぐらしのなく頃に』、『涼宮ハルヒの憂鬱』などを手がける。同人作家としては『東方Project』の二次創作をメインに描く。主に鈴仙・優曇華院・イナバ（うどんげ）と魂魄妖夢（みょん）が描かれることが多い。
過去の作品では4コマ漫画を描いていた時期もあった。
近年では艦隊これくしょんの二次創作が多い。